# Форвардная ставка
Форвардная ставка в финансовой теории — определенная в текущий момент и удовлетворяющая условию безарбитражности процентная ставка за будущий период (период, начинающийся в будущем), в отличие от "обычных" (спот-ставок), определяемых за период, начинающийся с текущего момента. Как и в случае обычных спот-ставок форвардные ставки могут определяться как простая, сложная, непрерывная и мгновенная ставки.
Условие безарбитражности означает однозначную взаимосвязь форвардных ставок и кривой доходности (спот-кривой) - наращенная сумма, которая будет получена при реинвестировании на форвардный период суммы, полученной в результате вложения средств под спот-ставку до начала этого периода, должна совпасть с наращенной суммой, вложенной по спот-ставке сразу до даты окончания этого периода. 
Форвардная процентная ставка может быть определена как рыночная ставка по стандартизированным соглашениям о будущей (форвардной) ставке (FRA - forward rate agreement). Это непосредственно наблюдаемые на рынке ставки (котировки) за исключением того, что рыночные условия платежей могут отличаться от стандартизированного FRA.
Если речь идет о безрисковых ставках и контрактах, то оба определения (вмененная ставка из кривой и рыночная котировка форвардных контрактов) эквивалентны. Если ставка форвардных контрактов отличается от безрисковой ставки (ставки дисконтирования) - таковыми являлись ставки либор, Mospime, Libor и другие простые рыночные ставки по необеспеченным межбанковским депозитам,- то рыночная котировка может отличаться от форвардной ставки безрисковой кривой. Но в этом случае аналогичное определение через кривую доходности тоже возможно, но соответствующие формулы выводятся не из принципов безарбитражности, а сами кривые доходности строятся таким образом, чтобы это соотношение выполнялось (в рамках так называемого multy-curve apporoach).

## Определения и формулы

### Безарбитражная формула (определение) форвардной ставки

#### Базовое безарбитражное равенство
Обозначим {\displaystyle I(t,T_{i-1}),I(t,T_{i})} - множители наращения вложения в момент {\displaystyle t} под спот-ставки срочностей, соответствующих моментам {\displaystyle T_{i-1},T_{i}} соответственно. Тогда форвардной ставкой для периода {\displaystyle [T_{i-1},T_{i}]} является такая процентная ставка, чтобы множитель наращения {\displaystyle I_{t}^{F}(T_{i-1},T_{i})} за этот период удовлетворял равенству:
{\displaystyle I(t,T_{i-1})I_{t}^{F}(T_{i-1},T_{i})=I(t,T_{i})}
Данное равенство и есть по существу требование безарбитражности. Если записать множители наращение через непрерывные ставки, то получим следующее):
{\displaystyle e^{r(t,T_{i-1})(T_{i-1}-t)}e^{f_{t}(T_{i-1},T_{i})(T_{i}-T_{i-1})}=e^{r(t,T_{i})(T_{i}-t)}}
Отсюда несложно видеть, что спот-ставка большей срочности равна средневзвешенной между спот-ставкой короткой срочности и форвардной ставкой:
{\displaystyle r(t,T_{i-1})(T_{i-1}-t)+f_{t}(T_{i-1},T_{i})(T_{i}-T_{i-1})=r(t,T_{i})(T_{i}-t)}
При записи через простые процентные ставки безарбитражное равенство имеет вид:
{\displaystyle [1+L(t,T_{i-1})(T_{i-1}-t)][1+F_{t}(T_{i-1},T_{i})(T_{i}-T_{i-1})]=1+L(t,T_{i})(T_{i}-t)}
Важно подчеркнуть, что несмотря на то, что ставки простые (то есть это ставки без капитализиции процентов внутри соответствующих периодов) безарбитражное равенство выполняется именно с учетом реинвестирования, поэтому здесь простая спот-ставка большей срочности не равна средневзвешенной между простой спот-ставкой меньшей срочности и простой форвардной ставкой. 
Наконец, опишем получение безарбитражного равенства (определения) форвардной ставки через дисконтные облигации. Пусть {\displaystyle P(t,T_{i-1}),P(t,T_{i})} - стоимости бескупонных облигаций в текущий момент t для моментов погашения {\displaystyle T_{i-1},T_{i}} соответственно. Пусть также  {\displaystyle P(T_{i-1},T_{i})} стоимость второй облигации в момент  {\displaystyle T_{i-1}}. Тогда две стратегии должны быть в среднем эквивалентны (исходя из информации, доступной в текущий момент времени):
1)купить в текущий момент первую облигацию (меньшей срочности), затем после ее погашения купить вторую
2)просто купить в текущий момент вторую облигацию
Более точно, - они эквивалентны если в первом случае покупку второй облигации (большей срочности) осуществить в рамках форвардной сделки, заключенной в начальный момент - (форвардная сделка).
Пусть у инвестора имеется 1 денежная единица, на которую он может купить первой облигации в количестве {\displaystyle 1/P(t,T_{i-1})}. Эта же величина равна номинальной стоимости, которую инвестор получит при погашении облигации. Далее полученную сумму он вложит во вторую облигацию в количестве {\displaystyle [1/P(t,T_{i-1})]/P(T_{i-1},T_{i})}, что также эквивалентно денежной сумме, которую в конечном счете получит инвестор. С другой стороны, первоначальную денежную единицу он может сразу вложить во вторую облигацию в количестве {\displaystyle 1/P(t,T_{i})}, что также равно конечной денежной сумме, которую он получит при погашении. Требование безарбитражности этих двух стратегий означает, что итоговые получаемые суммы при вложении одной и той же суммы должны быть одинаковы:
{\displaystyle {1 \over P(t,T_{i-1})}{1 \over P(T_{i-1},T_{i})}={1 \over P(t,T_{i})}}
Более точно - в этом соотношении будущая цена второй облигации подразумевается в текущей оценке, поэтому можно записать безарбитражное соотношение следующим образом для форвардной облигации (с нижним индексом текущего момента времени):
{\displaystyle {1 \over P_{t}(T_{i-1},T_{i})}={P(t,T_{i-1}) \over P(t,T_{i})}}

#### Формулы форвардных ставок
Из общего безарбитражного соотношения для дисконтных облигаций, а также из различных выражений стоимости этих облигаций через различные типы спот-ставок можно получит следующие формулы для форвардных ставок.
| Форвардная ставка\спот-кривая                                             | Дисконт-факторы | Простые ставки | Сложные ставки | Непрерывные ставки                                                                                       |
| ------------------------------------------------------------------------- | --- | --- | --- | --- |
| Простая форвардная ставка {\displaystyle F_{t}(T_{i-1},T_{i})}            | {\displaystyle {\frac {1}{\tau (T_{i-1},T_{i})}}{\Bigl (}{\frac {P(t,T_{i-1})}{P(t,T_{i})}}-1{\Bigr )}}                       | {\displaystyle {1 \over \tau (T_{i-1},T_{i})}{\Bigl [}{1+\tau (t,T_{i})L(t,T_{i}) \over 1+\tau (t,T_{i-1})L(t,T_{i-1})}-1{\Bigr ]}}  | {\displaystyle {1 \over \tau (T_{i-1},T_{i})}{\Bigl [}{(1+R(t,T_{i}))^{\tau (t,T_{i})} \over (1+R(t,T_{i-1}))^{\tau (t,T_{i-1})}}-1{\Bigr ]}}  | {\displaystyle {e^{r(t,T_{i})\tau (t,T_{i})-r(t,T_{i-1})\tau (t,T_{i-1})}-1 \over \tau (T_{i-1},T_{i})}} |
| Сложная форвардная ставка {\displaystyle f_{t}(T_{i-1},T_{i})}            | {\displaystyle {\Bigl (}{\frac {P(t,T_{i-1})}{P(t,T_{i})}}{\Bigr )}^{1 \over \tau (T_{i-1},T_{i})}-1}                         | {\displaystyle {\Bigl [}{1+\tau (t,T_{i})L(t,T_{i}) \over 1+\tau (t,T_{i-1})L(t,T_{i-1})}{\Bigr ]}^{1 \over \tau (T_{i-1},T_{i})}-1} | {\displaystyle {\Bigl [}{(1+R(t,T_{i}))^{\tau (t,T_{i})} \over (1+R(t,T_{i-1}))^{\tau (t,T_{i-1})}}{\Bigr ]}^{1 \over \tau (T_{i-1},T_{i})}-1} | {\displaystyle e^{r(t,T_{i})\tau (t,T_{i})-r(t,T_{i-1})\tau (t,T_{i-1}) \over \tau (T_{i-1},T_{i})}-1}   |
| Непрерывная форвардная ставка {\displaystyle f_{t}^{cont}(T_{i-1},T_{i})} | {\displaystyle {\frac {1}{\tau (T_{i-1},T_{i})}}\ln {\frac {P(t,T_{i-1})}{P(t,T_{i})}}}                                       | {\displaystyle {1 \over \tau (T_{i-1},T_{i})}\ln {1+\tau (t,T_{i})L(t,T_{i}) \over 1+\tau (t,T_{i-1})L(t,T_{i-1})}}                  | {\displaystyle {1 \over \tau (T_{i-1},T_{i})}\ln {(1+R(t,T_{i})^{\tau (t,T_{i})} \over (1+R(t,T_{i-1})^{\tau (t,T_{i-1})}}}                    | {\displaystyle {\tau (t,T_{i})r(t,T_{i})-\tau (t,T_{i-1})r(t,T_{i-1}) \over \tau (T_{i-1},T_{i})}}       |
| Мгновенная форвардная ставка {\displaystyle f_{t}(T)}                     | {\displaystyle -{\partial \ln P(t,T) \over \partial T}=} {\displaystyle =-{1 \over P(t,T)}{\partial P(t,T) \over \partial T}} | | {\displaystyle \ln(1+R(t,T))+{\tau (t,T) \over 1+R(t,T)}{\partial R(t,T) \over \partial T}}                                                    | {\displaystyle r(t,T)+\tau (t,T){\partial r(t,T) \over \partial T}}                                      |

В формулах текущий момент времени может быть обозначен как нижний индекс или просто первая переменная. Формулы через непрерывные ставки можно получить из формул через сложные (и наоборот) если использовать взаимосвязь между ними: {\displaystyle r(t,T)=\ln(1+R(t,T)}
Важно подчеркнуть, что все приведенные безарбитражные формулы форвардных ставок выводятся из неявного предположения безрисковости всех сделок (облигаций). При наличии кредитных рисков (рисков неисполнения или несвоевременного или неполного исполнения) обязательств формулы могут не выполняться. Тем не менее, часто для рисковых ставок непосредственно кривые строятся из рыночных данных о форвардных ставках так, чтобы безарбитражное соотношение также выполнялось для них.

### Форвардная ставка - рыночная ставкастандартизированного FRA-контракта(своплета)
Стандартизированный контракт FRA (или своплет - процентный своп, состоящий из одного платежного периода, одинакового и для плавающей и для фиксированной ноги) заключается в том, что одна сторона заплатит другой стороне процентный платеж за будущий период {\displaystyle (T_{i-1};T_{i}]} (продолжительность этого периода обычно стандартизирована и называется тенором 1 месяц, 3 месяца, 6 месяцев и т.д.) по зафиксированной на момент заключения контракта ставке, а другая сторона встречный платеж первой стороне по плавающей ставке  на соответствующий тенор, которая сложится к началу этого будущего периода (forward-looking) или по плавающей ставке с меньшей периодичностью (например, по овернайт-ставке), которая сложится в течение будущего периода к концу этого периода (backward-looking). На практике процентный платежи могут быть сальдированы и выплачивается только разность ставок.
Рыночная величина фиксированной ставки на данный момент по будущему своплету и представляет собой форвардную ставку на этот период. С учетом двух вариантов фиксинга плавающих ставок выделяют форвардные ставки forward-looking и backward-looking. До начала будущего периода эти ставки не отличаются (при условии, что начисление не арифметическое, а сложное), но внутри будущего периода первая ставка становится фиксированной, а вторая продолжает меняться до завершения периода.

### Форвардная ставка - условное математическое ожидание будущей ставки в форвардной мере
Из арбитражной теории оценки стоимости финансовых инструментов следует, что текущая стоимость такого контракта равна:
{\displaystyle V_{t}=P(t,T_{i})(E_{t}^{Q^{T_{i}}}[L(T_{i-1},T_{i})]-K)\tau (T_{i-1},T_{i})}
{\displaystyle P(t,T_{i})} - дисконт-фактор (стоимость бескупонной безрисковой облигации с единичным номиналом и сроком погашения в дату {\displaystyle T_{i}})
{\displaystyle E_{t}^{Q^{T_{i}}}} - условное (по информации, доступной в данный момент t) математическое ожидание в так называемой {\displaystyle T_{i}}-форвардной мере.
{\displaystyle \tau (T_{i-1};T_{i})} - продолжительность интервала {\displaystyle (T_{i-1};T_{i})} в долях года
{\displaystyle L(T_{i-1};T_{i})} - простая процентная ставка (неизвестная в настоящий момент) для будущего периода периода {\displaystyle (T_{i-1};T_{i})}
Поскольку на момент заключения контракта его стоимость должна быть равна нулю, то фиксированная ставка K, при котором выполнено это условие и представляет рыночную ставка контракта - она и есть форвардная ставка (ставка FRA). Соответственно, форвардная ставка может быть определена как
{\displaystyle F_{t}(T_{i-1},T_{i})=E_{t}^{Q^{T_{i}}}[L(T_{i-1},T_{i})]}
То есть форвардная ставка есть условное математическое ожидание будущей плавающей ставки. Но очень важно, что это математическое ожидание не в физической мере и даже не в риск-нейтральной, а в форвардной мере, соответствующей дате платежа по ставке.

## Свойства и связанные понятия
1 Форвардная ставка является мартингалом в собственной форвардной мере. В самом деле, по определению
{\displaystyle F_{t}(T_{i-1},T_{i})=\mathbb {E} _{t}^{\mathbb {Q} ^{T_{i}}}[L(T_{i-1},T_{i})]=\mathbb {E} _{t}^{\mathbb {Q} ^{T_{i}}}(\mathbb {E} _{T_{i}}^{\mathbb {Q} ^{T_{i}}}(L(T_{i-1},T_{i})))=\mathbb {E} _{t}^{Q^{T_{i}}}[F_{T_{i}}(T_{i-1},T_{i})]}
Это в том числе означает, что динамику форвардной ставки в собственной форвардной мере можно описать стохастическим дифференциальным уравнением без дрифта:
{\displaystyle dF_{t}(T_{i-1},T_{i})=\sigma _{t}^{F}dW_{t}^{\mathbb {Q} ^{T_{i}}}}
При этом в другой мере появляются трендовые составляющие (см.модель HJM и модель LMM)
2 Вообще говоря форвардную ставку необходимо отличать от фьючерсной ставки - фьючерсная ставка это условное ожидание ставки в риск-нейтральной мере, а форвардная ставка - в соответствующей (собственной) форвардной мере. Разницу между ними можно оценить исходя из различных моделей динамики процентной ставки. Обычно эта разница незначительна, зависит от квадрата волатильности.
3 Стоимость безрисковой бескупонной (дисконтной) облигации выражается через мгновенные форвардные ставки следующим образом:
{\displaystyle P(t,T)=e^{-\int _{t}^{T}f(t,u)du}}
Если рассматривать не мгновенные форвардные ставки, а непрерывные форвардные ставки за конечные интервалы, то интеграл необходимо заменить на сумму этих ставок взвешенных на продолжительности этих интервалов - в общем случае различных видов форвардных ставок формула преобразуется в соответствии с таблицей формул, приведенной выше в статье.
Форвардные ставки денежного рынка (LIBOR, NDF, MOSIBOR) вычисляются на основании кривых доходности, действующих на дату оценки, с помощью алгоритма бутстреппинг, обеспечивая, тем самым, действие рыночного принципа «Отсутствие арбитража».
В зависимости от даты наступления купонных выплат для вычисления форвардных ставок по данным выплатам используются формулы со следующими условными обозначениями:
{\displaystyle T_{1}} — срок форвардной ставки (срок искомой ставки в днях),
{\displaystyle T_{2}}— количество дней между датой оценки и датой денежного потока,
{\displaystyle T_{0}=T_{1}+T_{2}}
{\displaystyle F_{T_{1}..T_{2}}} — значение форвардной ставки на дату денежного потока,
{\displaystyle F_{2}} — значение ставки спот на срок {\displaystyle T_{2}},
{\displaystyle F_{0}} — значение ставки спот на срок {\displaystyle T_{0}}
{\displaystyle YF_{0}} — продолжительность срока в годах для срока {\displaystyle T_{0}}
{\displaystyle YF_{1}} — продолжительность срока в годах для срока {\displaystyle T_{1}}
{\displaystyle YF_{2}} — продолжительность срока в годах для срока {\displaystyle T_{2}}
продолжительность срока в годах рассчитывается на основании конвенции дат, установленной для валюты в справочнике валют, параметр, расчет процентов.
1. В случае {\displaystyle T_{1}} меньше одного года:
В случае
  - {\displaystyle T_{2}} меньше одного года,
  - {\displaystyle T_{0}} меньше одного года:

{\displaystyle F_{T_{1}..T_{2}}={\Bigg [}{\frac {1+F_{0}\times YF_{0}}{1+F_{2}\times YF_{2}}}-1{\Bigg ]}\times {1 \over YF_{1}}}
В случае
  - {\displaystyle T_{2}} меньше одного года,
  - {\displaystyle T_{0}} больше одного года:

{\displaystyle F_{T_{1}..T_{2}}={\Bigg [}{\frac {(1+F_{0})^{YF_{0}}}{1+F_{2}\times YF_{2}}}-1{\Bigg ]}\times {1 \over YF_{1}}}
В случае {\displaystyle T_{2}} больше одного года:
{\displaystyle F_{T_{1}..T_{2}}={\Bigg [}{\frac {(1+F_{0})^{YF_{0}}}{(1+F_{2})^{YF_{2}}}}-1{\Bigg ]}\times {1 \over YF_{1}}}
2. В случае {\displaystyle T_{1}} больше одного года:
В случае {\displaystyle T_{2}} меньше одного года:
{\displaystyle F_{T_{1}..T_{2}}={\Bigg [}{\frac {(1+F_{0})^{YF_{0}}}{1+F_{2}\times YF_{2}}}{\Bigg ]}^{1/YF_{1}}-1}
В случае {\displaystyle T_{2}} больше одного года:
{\displaystyle F_{T_{1}..T_{2}}={\Bigg [}{\frac {(1+F_{0})^{YF_{0}}}{(1+F_{2})^{YF_{2}}}}{\Bigg ]}^{1/YF_{1}}-1}

В случае если условиями сделки определено, что расчёт ставки для купонной выплаты осуществляется на основе усреднения значений одной или нескольких плавающих процентных ставок (с определённой периодичностью, по определённым, установленным договором дням недели), то форвардные значения процентных ставок на необходимые даты (внутри процентного периода) рассчитываются с помощью алгоритма бутстреппинг.
Затем производится усреднение значений ставки за процентный период в соответствии с условиями сделки, на основании которого производится расчет величины процентной выплаты.